# Državna cesta D223
D223 je državna cesta u Hrvatskoj. Ukupna duljina iznosi 4,6 km.